# Atletica leggera ai XIX Giochi dei piccoli stati d'Europa
Le competizioni di atletica leggera ai XIX Giochi dei piccoli stati d'Europa si sono svolte dal 30 maggio al 3 giugno 2023.

## Risultati

### Uomini
| Specialità                     | Oro                                                                   | Prestazione             | Argento                                                                                       | Prestazione             | Bronzo                                                                                                 | Prestazione             |
| 100 m vento: +1,2 m/s          | Francesco Sansovini                                                   | 10"41                   | Stavros Avgoustinou                                                                           | 10"63                   | Beppe Grillo                                                                                           | 10"66                   |
| 200 m vento: +1,3 m/s          | Graham Pellegrini                                                     | 21"22                   | David Wallig                                                                                  | 21"28                   | Francesco Sansovini                                                                                    | 21"39                   |
| 400 m                          | Téo Andant                                                            | 45"81                   | Graham Pellegrini                                                                             | 46"83                   | Alessandro Gasperoni                                                                                   | 47"67                   |
| 800 m                          | Jared Micallef                                                        | 1'50"22                 | Pol Moya                                                                                      | 1'50"37                 | Mathis Espagnet                                                                                        | 1'51"07                 |
| 1500 m                         | Pol Moya                                                              | 3'41"10                 | Charles Grethen                                                                               | 3'42"37                 | Jared Micallef                                                                                         | 3'44"48                 |
| 5000 m                         | Jordan Gusman                                                         | 13'51"77                | Nahuel Carabaña                                                                               | 14'05"16                | Bob Bertemes                                                                                           | 14'28"91                |
| 10000 m                        | Jordan Gusman                                                         | 29'37"96                | Bob Bertemes                                                                                  | 30'35"81                | Dillon Cassar                                                                                          | 30'37"83                |
| 110 m ostacoli vento: -0,5 m/s | François Grailet                                                      | 14"33                   | Konstantinos Tziakouris                                                                       | 14"52                   | Christos Economides                                                                                    | 14"63                   |
| 400 m ostacoli                 | Andrea Ercolani Volta                                                 | 52"12                   | Ívar Jasonarson                                                                               | 52"17                   | David Friederich                                                                                       | 53"76                   |
| 3000 m siepi                   | Nahuel Carabaña                                                       | 8'54"95                 | Gil Weicherding                                                                               | 9'03"68                 | Luke Micallef                                                                                          | 9'16"73                 |
| Salto in lungo                 | Antreas Machallekidis                                                 | 7,44 m vento: +1,3 m/s  | Jeremy Zammit                                                                                 | 7,28 m vento: +0,9 m/s  | Ian Paul Grech                                                                                         | 6,86 m vento: -0,7 m/s  |
| Salto triplo                   | James Armant Sordet                                                   | 14,49 m vento: +1,4 m/s | Stavros Stavrou                                                                               | 14,05 m vento: +1,1 m/s | Ian Paul Grech                                                                                         | 13,93 m vento: +0,5 m/s |
| Salto con l'asta               | Jean Woloch                                                           | 5,30 m                  | Christos Tamanis                                                                              | 5,20 m                  | Nikandros Stylianou                                                                                    | 5,20 m                  |
| Getto del peso                 | Bob Bertemes                                                          | 20,51 m                 | Tomaš Đurović                                                                                 | 18,36 m                 | Risto Drobnjak                                                                                         | 17,83 m                 |
| Lancio del disco               | Danijel Furtula                                                       | 62,79 m                 | Bob Bertemes                                                                                  | 59,16 m                 | Giorgos Koniarakis                                                                                     | 56,44 m                 |
| Lancio del giavellotto         | Örn Davidsson                                                         | 71,69 m                 | Spyros Savva                                                                                  | 66,20 m                 | Matthias Verling                                                                                       | 64,87 m                 |
| Staffetta 4×100 m              | Malta Beppe Grillo Graham Pellegrini Gaetano Di Franco Luke Bezzina   | 40"59                   | San Marino Santos Nicolas Bollini Alessandro Gasperoni Francesco Molinari Francesco Sansovini | 41"15                   | Cipro Ales Beechey Stavros Avgoustinou Paisios Dimitriadis Vasilis Varnava                             | 41"19                   |
| Staffetta 4×400 m              | Monaco Karim Sfaxi Giovanni Molino Thomas Mironenko Durier Téo Andant | 3'12"42                 | Cipro Pavlos Nikolaou Andreas Demetriades Paisios Dimitriadis Stavros Spyrou                  | 3'12"64                 | Islanda Ívar Kristinn Jasonarson Anthony Vilhjálmur Vilhjálmsson Ísak Óli Traustason Samundur Ólafsson | 3'18"76                 |

### Donne
| Specialità                     | Oro                                                                         | Prestazione             | Argento                                                                         | Prestazione             | Bronzo | Prestazione             |
| 100 m vento: +2,7 m/s          | Patrizia van der Weken                                                      | 11"11                   | Olivia Fotopoulou                                                               | 11"36                   | Alessandra Gasparelli                                                                                            | 11"47                   |
| 200 m vento: +1,5 m/s          | Olivia Fotopoulou                                                           | 22"99                   | Carla Scicluna                                                                  | 23"74                   | Janet Richard | 24"08                   |
| 400 m                          | Janet Richard                                                               | 53"51                   | Kalliopi Kountouri                                                              | 55"29                   | Rafaella Dimitriou                                                                                               | 55"99                   |
| 800 m                          | Gina McNamara                                                               | 2'12"46                 | Charline Mathias                                                                | 2'12"89                 | Clare McNamara                                                                                                   | 2'16"92                 |
| 1500 m                         | Gina McNamara                                                               | 4'36"81                 | Mireya Bugeja                                                                   | 4'43"71                 | Aina Cinca Bons                                                                                                  | 4'49"43                 |
| 5000 m                         | Gina McNamara                                                               | 17'11"32                | Lisa Bezzina                                                                    | 17'13"93                | Dayane Huerta | 18'35"11                |
| 10000 m                        | Lisa Bezzina                                                                | 35'27"43                | Ariadna Fenes                                                                   | 35'41"96                | Íris Skúladóttir                                                                                                 | 36'00"19                |
| 100 m ostacoli vento: +0,2 m/s | Natalia Christofi                                                           | 13"01                   | Victoria Rausch                                                                 | 13"55                   | Lerato Pages | 14"04                   |
| 400 m ostacoli                 | Kalypso Stavrou                                                             | 1'00"45                 | Duna Viñals                                                                     | 1'00"60                 | Ingibjörg Sigurđardóttir                                                                                         | 1'00"63                 |
| 3000 m siepi                   | Chrystalla Chadjipolydorou                                                  | 11'02"11                | Dayane Huerta                                                                   | 11'25"11                | Xènia Mourelo | 11'25"27                |
| Salto in lungo                 | Claire Azzopardi                                                            | 6,14 m vento: +0,4 m/s  | Pentelitsa Charalambous                                                         | 6,02 m vento: +1,1 m/s  | Birna Kristjánsdóttir                                                                                            | 5,95 m vento: +1,2 m/s  |
| Salto triplo                   | Claire Azzopardi                                                            | 12,95 m vento: +0,6 m/s | Rebecca Sare                                                                    | 12,66 m vento: +1,7 m/s | Melody Vittoria Koffi                                                                                            | 12,37 m vento: +1,4 m/s |
| Salto con l'asta               | Peppyna Dalli                                                               | 3,65 m                  | Antrea Vasou                                                                    | 3,60 m                  | Sana Grillo | 3,60 m                  |
| Lancio del martello            | Emilia Kolokotroni                                                          | 63,17 m                 | Valentina Savva                                                                 | 62,97 m                 | Mireya Cassar | 50,74 m                 |
| Staffetta 4×100 m              | Malta Claire Azzopardi Janet Richard Carla Scicluna Charlotte Wingfield     | 45"39                   | Cipro Maria Antoniou Olivia Fotopoulou Marianna Pisiara Pantelitsa Charalampous | 45"62                   | San Marino Emma Corbelli Alessandra Gasparelli Beatrice Berti Sofia Bucci                                        | 48"45                   |
| Staffetta 4×400 m              | Cipro Rafaella Dimitriou Chryso Georgiou Kalypso Stavrou Kalliopi Kountouri | 3'44"31                 | Malta Kay Lee Testa Clare McNamara Josepha Marie Micallef Janet Richard         | 3'46"78                 | Islanda Glodis Edda Thuridardottir Þórdís Eva Steinsdóttir Elín Sóley Sigurbjörnsdóttir Ingibjörg Sigurđardóttir | 3'51"76                 |

## Medagliere
| Posizione | Paese         | Oro | Argento | Bronzo | Totale |
| --------- | ------------- | --- | ------- | ------ | ------ |
| 1         | Malta         | 15  | 7       | 10     | 32     |
| 2         | Cipro         | 7   | 12      | 5      | 24     |
| 3         | Lussemburgo   | 3   | 7       | 4      | 14     |
| 4         | Monaco        | 3   | 0       | 0      | 3      |
| 5         | Andorra       | 2   | 5       | 4      | 11     |
| 6         | San Marino    | 2   | 1       | 4      | 7      |
| 7         | Islanda       | 1   | 1       | 5      | 7      |
| 8         | Montenegro    | 1   | 1       | 1      | 3      |
| 9         | Liechtenstein | 0   | 0       | 1      | 1      |
| Totale    | Totale        | 34  | 34      | 34     | 102    |